# Megachile judaea
Megachile judaea là một loài Hymenoptera trong họ Megachilidae. Loài này được Tkalcu mô tả khoa học năm 1999.

## Hình ảnh

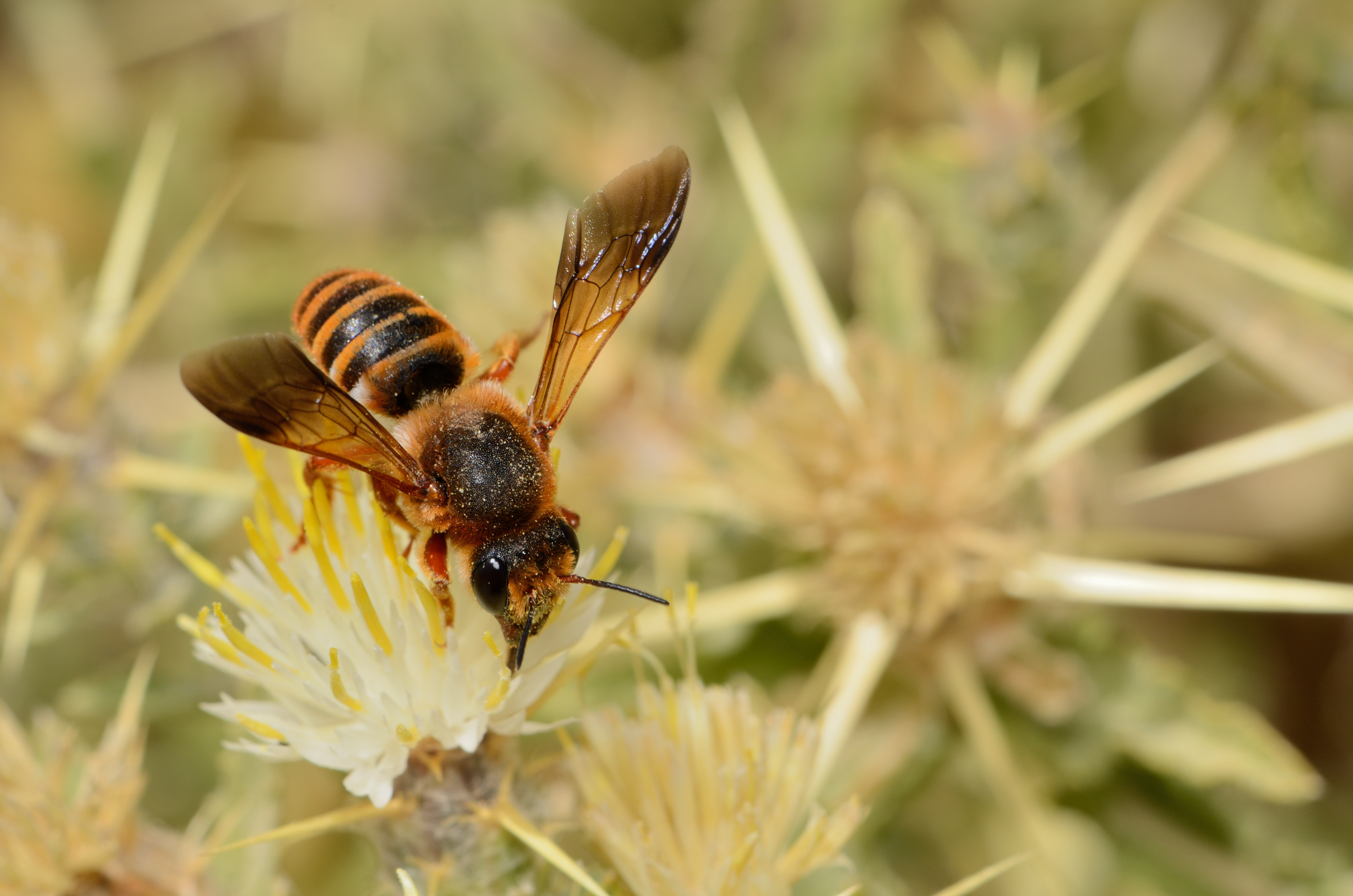